# Villa Parkzicht (Rotterdam)
Villa Parkzicht (of officierssociëteit Parkzicht) is een gebouw in het Park in Rotterdam.

## Geschiedenis
In de 18e en 19e eeuw lag hier een buitenplaats. Adriaan van Swijndrecht kocht het terrein in 1723. Hij bouwde hier een buitenhuis. J. Valckenier nam de gronden in de 19e eeuw over en liet het buitenhuis staan. In 1852 werd het terrein aangekocht door de gemeente en werd het oude Heeren Huys vervangen door een officierssociëteit met muziektent en kreeg het muziekkorps van de schutterij toestemming, van de toenmalige eigenaar, de gemeente om het vervallen buitenhuis van Valckenier te gebruiken als officierensociëteit en muziekvoorstellingen te geven in Het Park. Hoewel de schutterij in 1907 werd opgeheven, bleef de officierensociëteit in het gebouw gevestigd.

## Nieuwbouw
In 1912 werd het huidige gebouw neergezet. In 1931 beëindigde de gemeente het contract met de officierensociëteit. In 1946 heeft de gemeentearchitect Voskuyl het gerenoveerd en van decoraties voorzien. Sindsdien was hier een theeschenkerij, in de jarenzestig nachtclub Casino de Paris en in de jaren tachtig en negentig was hierin de discotheek Parkzicht gevestigd. Deze discotheek speelde een belangrijke rol in de opkomst van de gabberhouse in Nederland. Na een aantal incidenten werd de discotheek in 1996 gesloten. Sinds 2010 is in de villa het restaurant The Harbour Club Rotterdam gevestigd.